# Josh Greenfeld
Josh Greenfeld (* 27. Februar 1928 in Malden, Massachusetts; † 11. Mai 2018 in Los Angeles, Kalifornien) war ein US-amerikanischer Buch- und Drehbuchautor.

## Leben
Greenfeld wurde bekannt als Autor einer Trilogie über das Leben seines Sohnes Noah (* 1966), der ein Autist ist. Er berichtete hier über Jahre hinweg vor allem über das Familienleben und damit zusammenhängende Problemlagen.
1974 trat Greenfeld mit seiner Arbeit an dem von Paul Mazursky inszenierten Film Harry und Tonto als Drehbuchautor in Erscheinung. Die beiden wurden dafür im Jahr darauf für den Oscar in der Kategorie Bestes Originaldrehbuch nominiert und erhielten eine Nominierung für den Writers Guild of America Award. Greenfeld realisierte noch zwei weitere Drehbücher.
Josh Greenfeld war mit der Autorin und Künstlerin Fumiko Kometani verheiratet. Ihr erstgeborener Sohn Karl Taro Greenfeld (* 1964) ist als Journalist und Autor tätig.

## Filmografie
- 1974: Harry und Tonto (Harry and Tonto)
- 1978: Lovey: A Circle of Children, Part II
- 1980: Tracy trifft den lieben Gott (Oh, God! Book II)

## Werke (Auswahl)
- A Child called Noah: A family journey, 1972.
  - Noah, München: Droemer Knaur 1988.
- A Place for Noah, 1978.
  - Noah. Schritte ins Leben, München: Droemer Knaur 1988.
- A Client Called Noah, 1988.